# تحدب در اقتصاد
مجموعه‌های محدب، بحث مهمی در اقتصاد است. در مدل ارو-دوبرو برای تعادل عمومی اقتصاد، مجموعه‌های ترجیحات و بودجه‌های آحاد اقتصادی، مجموعه‌هایی محدب هستند. در قیمت‌های تعادلی، ابر صفحهٔ بودجه، به بهترین منحنی بی‌تفاوتی می‌رسد. تابع سود، تابع مزدوج محدبی از تابع هزینه است. تحلیل با استفاده از محدب بودن، ابزار استانداردی برای تحلیل‌های کتاب‌های تخصصی اقتصاد است.